# 小行星6872
小行星6872（英語：6872）是一颗围绕太阳公转的小行星。1993年2月15日，上田清二、金田宏在钏路市发现了此天体。
这颗小行星的绝对星等为3.68518等。